# Clubul Sportiv Municipal București 2014-2015 (pallavolo femminile)
Questa voce raccoglie le informazioni riguardanti il Clubul Sportiv Municipal București nelle competizioni ufficiali della stagione 2014-2015.

## Organigramma societario
Area direttiva
- Presidente: Alexandru Grigoriu

Area tecnica
- Allenatore: Miroslav Aksentijević

## Rosa
| N° | Nome               | Ruolo | Data di nascita  | Nazionalità sportiva |
| -- | ------------------ | ----- | ---------------- | -------------------- |
| 1  | Claudia Gavrilescu | C     | 17 dicembre 1980 | Romania              |
| 2  | Adriana Rotaru     | S     | 27 marzo 1994    | Romania              |
| 3  | Roxana Bacșiș      | S/O   | 19 agosto 1988   | Romania              |
| 4  | Diana Tătaru       | P     | 19 aprile 1988   | Romania              |
| 5  | Mihaela Ozun       | L     | 8 novembre 1992  | Romania              |
| 5  | Eva Janeva         | S     | 31 luglio 1985   | Bulgaria             |
| 6  | Jasna Majstorović  | S     | 23 aprile 1984   | Serbia               |
| 7  | Ana Cazacu         | S     | 21 luglio 1984   | Romania              |
| 8  | Krystle Esdelle    | S/O   | 1º agosto 1984   | Trinidad e Tobago    |
| 9  | Luminiţa Trombiţaş | P     | 5 luglio 1971    | Romania              |
| 10 | Rachel Williams    | S     | 24 giugno 1992   | Stati Uniti          |
| 11 | Nataša Šiljković   | C     | 3 dicembre 1990  | Serbia               |
| 12 | Georgiana Faleş    | C     | 4 febbraio 1986  | Romania              |
| 13 | Kremena Kamenova   | S     | 21 maggio 1988   | Bulgaria             |
| 14 | Karla Klarić       | S     | 5 settembre 1994 | Croazia              |
| 15 | Ana Takagui        | P     | 26 ottobre 1987  | Brasile              |
| 16 | Marina Vujović     | L     | 23 gennaio 1984  | Serbia               |